# جورج بي. بومر
جورج بي. بومر (بالإنجليزية: George B. Boomer)‏ هو عسكري أمريكي، ولد في 26 يوليو 1832 في Sutton, Massachusetts ‏ في الولايات المتحدة، وتوفي في 22 مايو 1863 في مقاطعة هايندز في الولايات المتحدة.